# Monseñor
Monseñor (del italiano monsignore y este del francés monseigneur: mi señor) es un tratamiento que se emplea delante del nombre propio de algunos eclesiásticos con una dignidad especial, como los obispos y los capellanes de Su Santidad, entre otros. Sin embargo, comúnmente se toma la palabra «monseñor» como un título honorífico para indicar los títulos honoríficos de quienes reciben este tratamiento.
También era conocido como messer, contracción de messere, a su vez contracción de meser en occitano medieval.

## Con Pablo VI
Antes del papa Pablo VI eran 14 los títulos honoríficos que requerían el tratamiento, pero Pablo VI, con el motu proprio Pontificalis Domus del 28 de marzo de 1968, los redujo a los tres mencionados a continuación.
Aparte de los obispos, vicarios generales de las diócesis, y algunos oficiales de la curia romana, tres títulos honoríficos concedidos a sacerdotes seculares requieren el uso del tratamiento "monseñor": 
- capellán de Su Santidad,
- prelado de Honor de Su Santidad y
- protonotario apostólico.

## Con Francisco
El papa Francisco, en enero de 2014, decidió reducir aún más estos títulos dejando solo el título de "capellán de Su Santidad" y no concederlo a sacerdotes menores de 65 años. Dado que esta determinación no tiene carácter retroactivo, los sacerdotes que posean cualquiera de estos títulos los conservan todavía. Asimismo, no afecta a las personas que reciben el tratamiento de "monseñor" por otros títulos (como los capellanes de la  Soberana y Militar Orden de Malta, SMOM).

## Hispanoamérica
Tradicionalmente en Hispanoamérica a los obispos y arzobispos no se les titula así, aunque, por influencia fracesa e italiana, se está extendiendo el llamar a un obispo o arzobispo con el apelativo de "monseñor". La fórmula de tratamiento apropiada es "Excelencia" o "Excelentísimo y Reverendísimo Señor" para arzobispos e "Ilustrísima" o "Ilustrísimo y Reverendísimo Señor" para obispos.

## En Francia
En Francia, monseñor (francés monseigneur) fue un título que se daba en propiedad al delfín, y, por extensión o cortesía, a otros sujetos de alta dignidad, como príncipes, duques, pares o presidentes de consejos.[cita requerida]